# Mangakarengorengo (rivière)

La rivière Mangakarengorengo  (en anglais : Mangakarengorengo River ) est un cours d’eaude la Baie de l’Abondance dans l’Île du Sud de la Nouvelle-Zélande.

## Géographie
C’est un affluent du fleuve Wairoa.
(en) Land Information New Zealand, « détail emplacement: Mangakarengorengo (rivière) », sur New Zealand Gazetteer